# Vogue (танец)
Vogue, или вог — стиль танца, базирующийся на модельных позах и подиумной походке. Отличительные особенности: быстрая техника движения руками, вычурная манерная походка, падения, вращения, обильное количество позировок, эмоциональная игра. Исполняется Vogue под музыку в стиле хаус.

## История Vogue

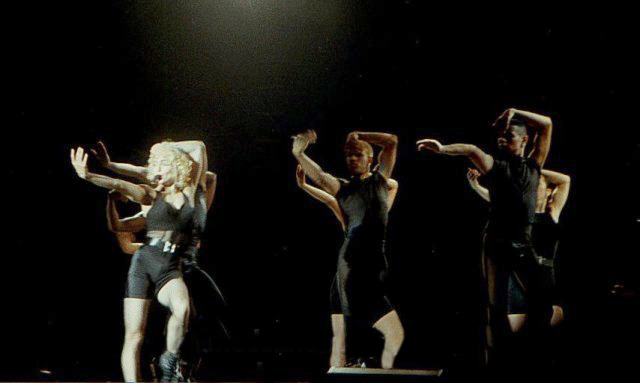
Мадонна с танцорами в концертном туре Blond Ambition World Tour в 1990 году

Этот стиль танца берёт своё начало из гарлемской ball culture периода с начала 60-х по 80-е, на которой танцорами в основном были афроамериканские геи и трансгендерные люди. Гарлемский ренессанс сформировал чёрную ЛГБТК-культуру, включавшую в себя литературу, музыку и иные виды искусства и демонстрировавшую, что такие аспекты идентичности как раса, пол и сексуальность, могут быть изменчивыми и пересекающимися.
Изначально это было обычное копирование поз. Впоследствии позировки дополнились движением и музыкой, трансформировавшись в танец. Достаточно быстро Vogue стал популярной формой развлечения для сексуально раскрепощённых слоёв Нью-Йорка. Люди, которым социальный статус не позволял приблизиться к высокой моде, получили возможность участвовать в своих шоу на так называемых вог-балах (Vogue Ball). Выходя на импровизированные подиумы, они могли по-настоящему ощущать себя звёздами, демонстрировать своё мастерство и талант, выражать свои чувства в танце, придумывать образы и создавать костюмы для своих выступлений. Так образовалась новая субкультура с балами, трофеями, статусами и домами.
Арчи Барнетт (Archie Burnett) о Vogue: «Я хочу быть супермоделью. Я играю в неё, в её жизнь. Клик, клик — поза, поза. Я такая прекрасная сегодня. Я такая восхитительная. Я такая-растакая». «…мужчины-модели были очень серьёзные, непоколебимые. От них исходит сила и мощь. Если они смотрят — они смотрят, если они стоят — они стоят. А женщины-модели выражали тщеславие и надменность, самодовольство. Если вы переносите это в танец — танец будет жить. Это основная идея».
Новый виток популярности Vogue пришёлся на 1990 год, после выхода клипа Мадонны «Vogue» и документального фильма «Париж горит» (англ. Paris Is Burning), демонстрирующего бальную культуру Нью-Йорка 1980-х годов. Стиль постепенно стал проникать в массы и танцевальную культуру не только Соединённых Штатов, но и Европы.
Сегодня Vogue стал неотъемлемой частью современной хаус-культуры. Вог танцуют герои фильма «Экстаз» Гаспара Ноэ (2018), сериала «Поза».

## Подстили Vogue
Танцевальный стиль имеет три основных направления (подстиля), каждый из которых имеет свои ярко выраженные особенности (Old Way — позировки, New Way — акробатика, Vogue Femme — женственность).
- Old Way включает в себя элементы самого раннего вога, каким он был до 90-х годов. Зародившийся под впечатлением от журнальных фотографий моделей, а позже впитавший в себя оригинальные элементы, позаимствованные от tutting-стиля и некоторых других источников (восточных единоборств, египетских фресок и пр.), Old Way основан на ярко выраженном позировании и подчиняется трём основным принципам: Style, Precision и Grace.
- New Way — новое течение стиля вог, возникшее после 90-х. Включает в себя элементы, требующие полной концентрации, балансировки и контроля над телом. New Way базируется на различных танцевальных техниках, акробатических элементах, флексинге, музыкальности и растяжке.
- Vogue Femme — самое женственное направление танца, подчиняющееся пяти основным элементам: Catwalk, Duckwalk, Hands performance, Spins&Dips и Floor performance. Vogue Femme базируется на женственности, подчёркивании линий фигуры.
- Runway — стиль, основанный на модельной походке, имеющий внешнее сходство с модельным показом.